# Xaquilá
Xaquilá är en ort i Mexiko.   Den ligger i kommunen Chilón och delstaten Chiapas, i den sydöstra delen av landet, 800 km öster om huvudstaden Mexico City. Xaquilá ligger 891 meter över havet och antalet invånare är 303.
Terrängen runt Xaquilá är kuperad. Runt Xaquilá är det ganska tätbefolkat, med 54 invånare per kvadratkilometer. Närmaste större samhälle är Ocosingo, 18,2 km söder om Xaquilá. I omgivningarna runt Xaquilá växer i huvudsak städsegrön lövskog.